# Glas sv. Antuna
Glas sv. Antuna je bio hrvatski emigrantski list iz Buenos Airesa.
Prvi broj je tiskan u lipnju 1947. godine te je izlazio kao mjesečnik. List je od 1953. godine izlazio kao polumjesečnik. Posljednji broj izašao je 25. lipnja 1955. godine.
Glavni urednik lista bio je književnik Ivo Lendić. Pokrovitelji lista bili su „hrvatski franjevci“ kako je stajalo u zaglavlju.

### Članci
- Lončarević, Vladimir. 2023. Književni prilozi u Glasu Sv. Antuna (1947. – 1955.). Kroatologija. Sveučilište u Zagrebu – Fakultet hrvatskih studija. Zagreb. 14 (2): 77–89